# 원 펜 플라자
원 펜 플라자(One Penn Plaza)는 뉴욕의 마천루이다. 매디슨 스퀘어 가든과 펜실베이니아 역과 근접해있다.

## 같이 보기
- 뉴욕의 마천루 목록